# Giuseppe Luigi Spiga
Giuseppe Luigi Spiga (Serramanna, 29 luglio 1972) è un vescovo cattolico e missionario italiano, dal 17 febbraio 2025 vescovo di Grajaú.

## Biografia
È nato a Serramanna, in provincia e arcidiocesi di Cagliari, il 29 luglio 1972; è il primogenito dei quattro figli di Antonio Spiga e Lucia Rosaria Carcangiu.

### Formazione e ministero sacerdotale
Dopo essere entrato nel seminario arcivescovile di Cagliari nel 1986, ha frequentato i corsi filosofici e teologici alla Pontificia facoltà teologica della Sardegna di Cagliari.
Il 28 giugno 1997 è stato ordinato diacono, nella chiesa di Sant'Ignazio da Laconi a Serramanna; nello stesso luogo è stato ordinato presbitero il 3 ottobre 1998 dall'arcivescovo metropolita di Cagliari Ottorino Pietro Alberti.
Vicerettore del seminario cagliaritano dal 1996 al 2002, è stato vicario episcopale dell'ufficio diocesano per i problemi sociali, direttore della Scuola di fede e coscienza politica e direttore spirituale della API Colf dal 1998 al 2003. Ha ricoperto l'incarico di parroco di San Giorgio Vescovo a Donori dal 2003 al 2008.
Nel 2008 è stato inviato come missionario fidei donum nella diocesi di Viana, nel Maranhão in Brasile, dove ha assunto il ruolo di vicario parrocchiale di Nossa Senhora de Nazaré a Viana; l'anno seguente è diventato vicario parrocchiale e in seguito parroco di São Sebastião a Matinha, dove è rimasto fino al 2015. Dal 2013 al 2015 è stato coordinatore e vicario episcopale dell'Área Pastoral dos Lagos, assessore spirituale della pastorale della sobrietà, assessore ecclesiastico della pastorale giovanile, coordinatore diocesano della priorità IV "Comunità delle Comunità". Dal 2015 è rettore del seminario maggiore São Bonifácio a São Luís, mentre dal 2019 è vicario generale della diocesi di Viana; ha mantenuto entrambi gli incarichi fino alla nomina episcopale. Dopo aver ricoperto l'incarico di amministratore diocesano di Viana da gennaio 2018 al maggio 2019, tra il 2019 e il 2020 è stato vicario episcopale per la pastorale vocazionale. Nel 2024 è diventato anche direttore amministrativo presso l'Instituto de Estudos Superiores do Maranhão - Faculdade Católica.

### Ministero episcopale
Il 17 febbraio 2025 papa Francesco lo ha nominato vescovo di Grajaú; è succeduto a Rubival Cabral Britto, precedentemente nominato vescovo di Bom Jesus da Lapa. Il 18 maggio seguente ha ricevuto l'ordinazione episcopale, nella cattedrale di Grajaú, dal cardinale Arrigo Miglio, arcivescovo emerito di Cagliari, co-consacranti Sebastião Lima Duarte, vescovo di Caxias do Maranhão, ed Evaldo Carvalho dos Santos, vescovo di Viana. Durante la stessa celebrazione ha preso possesso della diocesi.

## Genealogia episcopale
La genealogia episcopale è:
- Cardinale Scipione Rebiba
- Cardinale Giulio Antonio Santori
- Cardinale Girolamo Bernerio, O.P.
- Arcivescovo Galeazzo Sanvitale
- Cardinale Ludovico Ludovisi
- Cardinale Luigi Caetani
- Cardinale Ulderico Carpegna
- Cardinale Paluzzo Paluzzi Altieri degli Albertoni
- Papa Benedetto XIII
- Papa Benedetto XIV
- Papa Clemente XIII
- Cardinale Bernardino Giraud
- Cardinale Alessandro Mattei
- Cardinale Pietro Francesco Galleffi
- Cardinale Giacomo Filippo Fransoni
- Cardinale Carlo Sacconi
- Cardinale Edward Henry Howard
- Cardinale Mariano Rampolla del Tindaro
- Cardinale Gennaro Granito Pignatelli di Belmonte
- Cardinale Pietro Boetto, S.I.
- Cardinale Giuseppe Siri
- Cardinale Giacomo Lercaro
- Vescovo Luigi Bettazzi
- Cardinale Arrigo Miglio
- Vescovo Giuseppe Luigi Spiga